# Pryor Creek
Pryor Creek è un comune degli Stati Uniti d'America, capoluogo della Contea di Mayes, nello Stato dell'Oklahoma. Talvolta viene indicata semplicemente con il nome di Pryor.